# Джаксыбеков, Адильбек Рыскельдинович
Адильбек Рыскельдинович Джаксыбеков (каз. Әділбек Рыскелдіұлы Жақсыбеков; род. 26 июля 1954, село Бурли, Карабалыкский район, Костанайская область) — государственный деятель Республики Казахстан, предприниматель и кандидат экономических наук. Полный кавалер ордена «Барыс».

## Биография
Родился 26 июля 1954 года в Костанайской области. Происходит из рода  кыпшак.
В 1982 году окончил экономический факультет Всесоюзного государственного института кинематографии (г. Москва), в 1987 году прошёл переподготовку в Московском институте народного хозяйства им. Плеханова по специальности «организатор материально-технического снабжения». Кандидат экономических наук.
Работал в системе Госкино Казахской ССР, в органах материально-технического снабжения, руководил рядом предприятий.
С 1988 по 1995 годы возглавлял многоотраслевую корпорацию «Цесна».
В 1995 году избран в Сенат Парламента Республики Казахстан.
В 1996 году назначается первым заместителем акима Акмолинской области.
С декабря 1997 по июнь 2003 года — аким Астаны.
С июня 2003 по декабрь 2004 года — министр индустрии и торговли Республики Казахстан.
С 19 декабря 2004 года — руководитель Администрации Президента Республики Казахстан.
С 23 января 2008 года — первый заместитель председателя НДП «Нур-Отан».
С 11 ноября 2008 по 24 июня 2009 года — чрезвычайный и полномочный посол Республики Казахстан в Российской Федерации.
С 24 июня 2009 по 2 апреля 2014 года — министр обороны Республики Казахстан.
С 3 апреля 2014 года — государственный секретарь Республики Казахстан.
С 22 октября 2014 по 21 июня 2016 года — аким города Астаны.
11 июня — 9 августа 2015 года — одновременно председатель правления АО «НК „Астана ЭКСПО-2017“».
С 21 июня 2016 по 10 сентября 2018 года — руководитель Администрации Президента Республики Казахстан.
18 января 2018 года — выдвинут в кандидаты на пост президента Казахстанской федерации футбола.
10 февраля 2018 года — Президент Казахстанской федерации футбола, избран на 4 года.
10 сентября 2018 года — Председатель совета директоров АО «Корпорация „Цесна“».
9 ноября 2020 года — возглавил совет директоров АО «КазТрансГаз».

## Семья
- Брат: Джаксыбеков, Серик Рыскельдинович

## Бизнес
- Является основным акционером АО «Корпорации „Цесна“» (70 % акций)[13], в которое входит ТОО «Концерн „Цесна-Астык“» — ведущее предприятие зерноперерабатывающей отрасли Казахстана.
- «Корпорация „Цесна“» является единственным акционером АО «Цеснабанк», третьего в Казахстане по размерам активов, который в январе 2016 года приобрёл 83 % акций омского ПАО «Плюс Банк» (Россия)[14].

## Награды
- Орден «Қазақстан Республикасының Тұңғыш Президенті Нұрсұлтан Назарбаев» (2005)
- Орден «Барыс» I степени (2016)[15]
- Орден «Барыс» II степени[16] (2011)
- Орден «Барыс» III степени (1999)
- Орден князя Ярослава Мудрого III степени (Украина, 25 февраля 2008) — за значительный личный вклад в укрепление дружбы между народами Украины и Казахстана, развитие украинско-казахстанского сотрудничества[17][18]
- Медаль «10 лет Парламенту РК»[19]
- Медаль «10 лет Астане»[20]
- Лауреат Государственной премии Республики Казахстан за 2008 год за архитектурный комплекс «Круглая площадь» в г. Нур-Султане.
- Почётный гражданин города Астана (2007)[21]
- Почётный профессор Московской международной высшей школы бизнеса «МИРБИС» (17 марта 2009)[22]
- Медаль «Офицерская солидарность» (Международный консультативный Комитет организаций офицеров запаса и резерва)[23]
- Юбилейная медаль «20 лет Астане» (2018)[24]

## Фильмография
- 2009 — автор сценария художественного фильма «Прыжок Афалины»
- 2014 — автор сценария художественного фильма «Заговор Оберона»
- 2018 — автор сценария художественного фильма «Путь Лидера. Астана»[25]